# Кувинский завод
Куви́нский чугуноплави́льный заво́д — металлургический завод, действовавший с 1850-х годов до 1909 года в Соликамском уезде Пермской губернии. Заводской посёлок дал начало селу Кува.

## История

### XIX век
Завод был основан супругами графиней Н. П. Строгановой и графом С. Г. Строгановым на реке Куве, в 130 верстах к северо-западу от Перми в малонаселённой болотистой местности. Среди уральских заводов Кувинский выделялся значительной удалённостью от транспортных путей. Ближайшая к заводу железнодорожная станция Григорьевская удалена на 144 вёрст по грунтовой дороге, а ближайшая пароходная пристань на Каме Усть-Пожевская — на 130 вёрст.
В 1853 году были построены слесарная и столярная мастерские, а также кузница. Строительство велось силами крепостных крестьян Строгановых из ближайших деревень Пашня и Щукино, а также из более отдалённых деревень, расположенных на расстоянии 50—80 вёрст от места строительства. Помимо основных работ крепостные обязывались самостоятельно заготавливать и переносить к месту строительства завода кирпичи. Одновременно с заводом строился посёлок для рабочих. Первая доменная печь была запущена в эксплуатацию в 1856 году, вторая — в 1860 году. Печи были названы Натальевской и Сергиевской в честь основателей завода. Средняя производительность каждой печи составляла 1100—1200 пудов чугуна в сутки.
Кува была запружена плотиной, воздуходувки доменных печей приводись в действие водяным колесом мощностью в 26 л. с. Площадь заводского пруда составляла 284,5 десятины. Руда для переплавки представляла собой шпатовый железняк и сферосидерит с содержанием железа 39—42 %, а также бурые железняки. Рудники были удалены от завода на 16—80 вёрст, ежегодный объём добычи руды достигал 1,2 млн пудов. Для предварительного обогащения железняки подвергались обжигу непосредственно на месторождениях, что позволяло снизить массу на 35—50 %. По состоянию на 1882 год заводские лесные дачи имели общую площадь 359,8 тыс. десятин. К 1900 году за заводом дополнительно была закреплена дача в 147,3 тыс. десятин, в том числе 145,6 десятин леса.
По данным последней переписи 1857 года, за заводом числились 220 крепостных мужского пола. В 1860 году на заводских работах были заняты 100 человек, на вспомогательных работах по заготовке руды, угля, дров — 1000 человек. В 1856 году завод выплавил 171 тыс. пудов чугуна. В 1860 году было произведено 200 тыс. пудов передельного чугуна и 6238 пудов чугунных изделий, в 1861 году — 180 тыс. пудов и 3173 пудов соответственно.
После 1861 года
После отмены крепостного права в 1861 году заводовладельцы безвозмездно передали мастеровым в собственность занятые ими усадьбы и земли, а также по 3 десятины земли под покосы (в то время, как по закону полагалась одна десятина). В том числе благодаря этому, завод пережил реформу относительно спокойно. В 1863 году на заводе числилось 572 рабочих. В этом же году парк заводского оборудования состоял из двух доменных печей, одной вагранки и водяного колеса в 26 л. с. В 1868 году было произведено 265,7 тыс. пудов чугуна, в 1869 году — 300,8 тыс. пудов. Товарный чугун отправлялся гужевым транспортом и водным путём на другие заводы Строгановых для переработки в железо. Основными потребителями были Добрянский и Очёрский заводы. Железо, произведённое из кувинского чугуна, отличалось высокими качественными показателями.
На протяжении всего периода своей деятельности Кувинский завод испытывал дефицит железной руды, в то время как лесные угодья для производства древесного угля были в избытке. В 1860-х годах производились геологоразведочные работы в Соликамоком и Чердынском уездах, в результате которых были открыты новые залежи железных руд. На заготовке руды, древесины и угля было занято значительное количество рабочих: в 1882 году — 6600 человек, в 1885 году — 4300 человек, в 1890 году — 3425 человек, в 1895 году — 1642 человек. Из них около 1500 человек были заняты на заготовке угля. Всего в заводском посёлке в 1869 году в 288 домах проживало 958 человек.
В 1870—1880-х годах оборудование завода модернизировалось. Была установлена паровая машина мощностью в 35 л. с. В конце 1870-х годов была установлена рудообжигательная печь, отапливавшаяся доменными газами. В 1884—1885 были реконструированы обе доменные печи. Объём рабочего пространства печи был увеличен за счёт увеличения высоты и ширины распара. Эти мероприятия позволили нарастить производство чугуна и снизить расход топлива. В 1886—1887 годах был построен воздухонагреватель, с 1 ноября 1888 года Сергиевская доменная печь была переведена на горячее дутьё. В 1889—1891 годах были переложены горны обеих доменных печей, фурмы были снабжены водяным охлаждением. Сергиевская трёхфурменная печь была реконструирована в пятифурменную. В 1896 году вторая домна также была переведена на горячее дутьё. В 1898 году Сергиевская домна вновь была реконструирована с увеличением высоты корпуса на 8,5 м. В 1899 году была реконструирована Натальевская домна с увеличением высоты до 14,9 м и установкой газоочистной системы. Помимо доменной фабрики на заводе для собственных нужд функционировали слесарная, столярная и кузнечная фабрики. В целом с 1880 по 1899 год Кувинский завод увеличил объёмы выплавки чугуна с 394,2 тыс. пудов до 651,6 тыс. пудов.

### XX век
Экономический кризис начала XX века привёл к снижению спроса на чугун. Последовавшее падение цен, удалённость от транспортных путей и истощение рудной базы привели к резкому снижению рентабельности производства. В 1903 году одна из доменных печей была остановлена, объёмы производства чугуна в этом году упали до 261,9 тыс. пудов. Заготовка руды и угля также существенно сократились. Количество занятых на этих вспомогательных работах сократилось с 8990 человек в 1900 году до 465 человек в 1904 году. С 1904 года вновь работали обе доменные печи. Объёмы производства чугуна выросли до 380,9 тыс. пудов в 1905 году и 425,1 тыс. в 1906 году. В 1907 году выплавка чугуна снизилась до 332,9 тыс. пудов. В 1909 завод был остановлен и закрыт из-за убыточности.
Заводской посёлок дал начало селу Кува.